# Juozas Tūbelis
Juozas Tūbelis (9 aprile 1882 – Kaunas, 30 settembre 1939) è stato un politico lituano.
È stato Primo ministro della Lituania dal settembre 1929 al giugno 1934.
Ha anche ricoperto gli incarichi di Ministro dell'agricoltura, Ministro dell'educazione e Ministro delle finanze.